# Rörselet (Norsjö socken, Västerbotten, 720731-169261)
Rörselet är en sjö i Norsjö kommun i Västerbotten och ingår i Skellefteälvens huvudavrinningsområde.